# Majroskogen

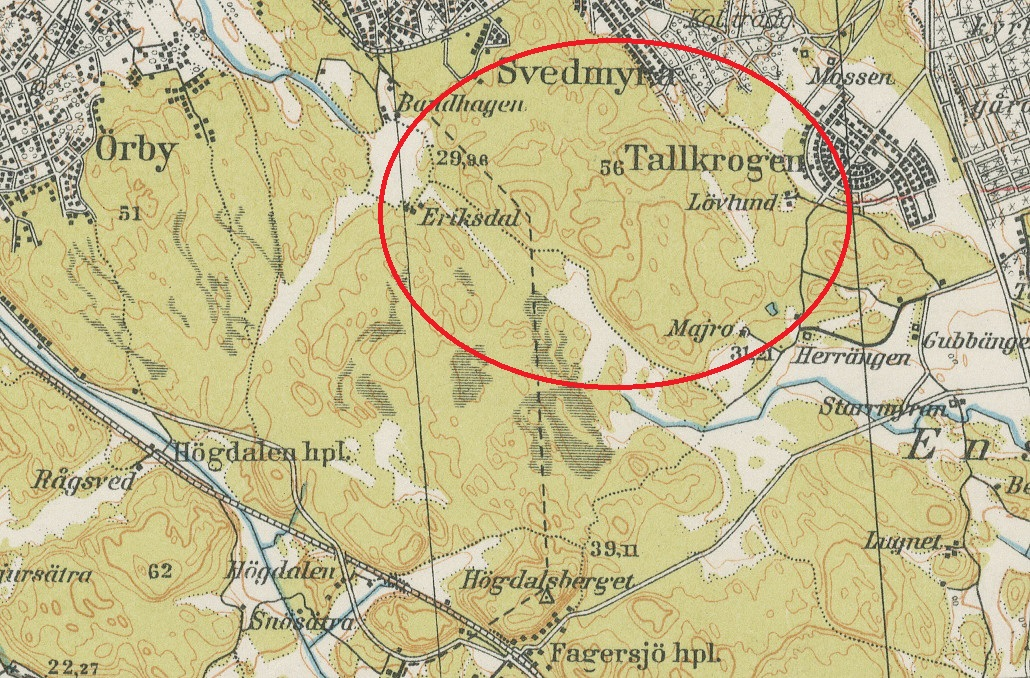
Majroskogens läge mellan Svedmyra och Herrängen på 1930-talet. Torpet "Majro" syns strax väster om Herrängen.

Majroskogen är det största sammanhängande skogsområdet i Söderort. Dess huvuddelar är belägna i stadsdelarna Svedmyra och Gubbängen i södra Stockholm. 

## Beskrivning

### Namnet

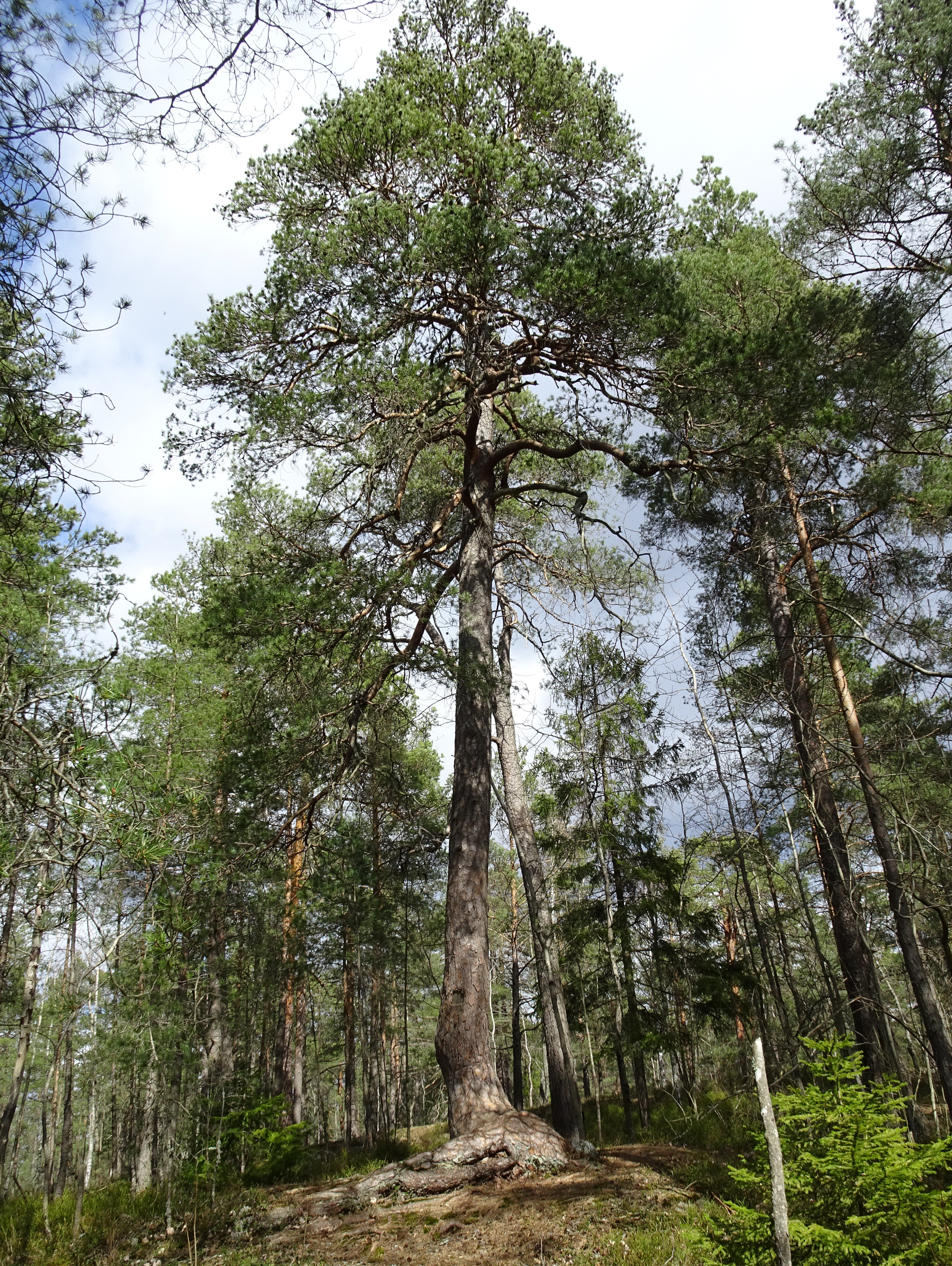
En av Majroskogens äldsta tallar, 2020.

Förleden ”Majro” härstammar från torpet Majro eller Mariero som hörde till Herrängens gård i nuvarande Gubbängen. Majrovägen i Gubbängen minner om torpet, som fortfarande fanns utsatt på kartor från 1930- och 1940-talen. Det låg ungefär i nuvarande kvarteret Spännknekten, nära korsningen Bordsvägen/Knektvägen, och revs i mitten av 1940-talet när den delen av Gubbängen började bebyggas.

### Allmänt
Majroskogen ligger i Stockholms södra förorter och täcker delar av Gubbängen, Svedmyra, Tallkrogen och Stureby; den gränsar till Bandhagen, Högdalen och Hökarängen. Skogen omfattar en areal om cirka 56 hektar. Mot sydväst begränsas den av Örbyleden, mot syd vidtar Gubbängens bebyggelse och mot norr Sturebys och Svedmyras bostadsområden. Majroskogen delas av en lokalgata (avstängd för trafik) i en nordlig och en sydlig del. Högsta höjd har en platå i norra delen med 56 meter över havet. En jättegryta med en diameter på cirka en meter finns på en av de kala berghällarna i södra delområdet. Ett mindre, relativt nytt brandfält om cirka 0,5 hektar finns i hällmarkstallskogen i de nordöstra delarna. Här kan man se tallar med tydliga kådflöden på de brandskadade stammarna som visar att brandljudbildning pågår. Brandljud är en typ av stamskada som yttrar sig genom att barken faller av och veden blottas.

### Naturen
Skogen bär på en mycket stor artrikedom med en hel del ovanligare växter, svampar och djur. Antalet rödlistade och skyddsvärda arter är stort. Till artrikedomen bidrar Majroskogens varierande topografi. Här finns en rik blandning av fuktiga sprickdalar och karga bergsryggar. Den största av våtmarkerna ligger i de sydöstra delarna och klassades i den kommunala naturinventeringen från 1985 som ett ”område med högt värde”.
Eftersom Majroskogen en gång i tiden hörde till gårdarna Herrängen och Svinmyran (Svedmyra) betraktas den idag som typisk bondeskog, alltså en enskild skog som ägdes av en enskild bonde. Bonden bedrev varsamt skogsbruk och tog bara träd för husbehov, resten fick stå kvar. Troligtvis har även boskap betat i Majroskogen. Det medförde att Majroskogen idag har träd i alla åldrar ända upp till 300 år i hällmarkstallskogens magraste delar. Inslaget av lövträd är stort, vilket bidrar starkt till det rika fågellivet.

### Flora och fauna
Mindre vanliga fåglar som skogsduva, kattuggla, korp, spillkråka, mindre hackspett, sparvhök, entita, stenknäck, morkulla och stjärtmes har bekräftats häcka i skogen de senaste åren, och år 2005 häckade bivråk här. Duvhök syns regelbundet i skogen.
1954, 1955 och framåt fanns här en hel serie med små våtmarker från sumpskogar till hjortronmyr. Vätteros blommade under hassel i ett lövkärr. Detta dränerades av körspår vid en avverkning på 60-talet. Skvattram dominerade det övre fältskiktet på en tallmosse. Hjortron bar frukt på en liten öppen myr med stort kärrinslag. Tuvull växte på några småmossar. Liljekonvalj blommade på ett bergs grusiga sydsluttning under ett glest bestånd av små ekar och tallar.
Väterosen har överlevt i 67 år trots/p g a biotopförstöringen. Biotopen är idag en lövlund där vätterosen förflyttat sig in på tidigare försumpad mark. Värdväxten hassel har gått tillbaka i vedvolym samtidigt som den spritt sig likt vätterosen. Klibbal på socklar har fortsatt att växa till sig.
Bland svampar har ovanligare arter som vintertagging, kamjordstjärna, grovticka, blomkålssvamp, alsopp, oxtungssvamp, hasselticka, tallticka och kandelabersvamp observerats.
Groddjur som vanlig groda och åkergroda finns i skogen, liksom snok och kopparödla.

## Bilder

Norra delen
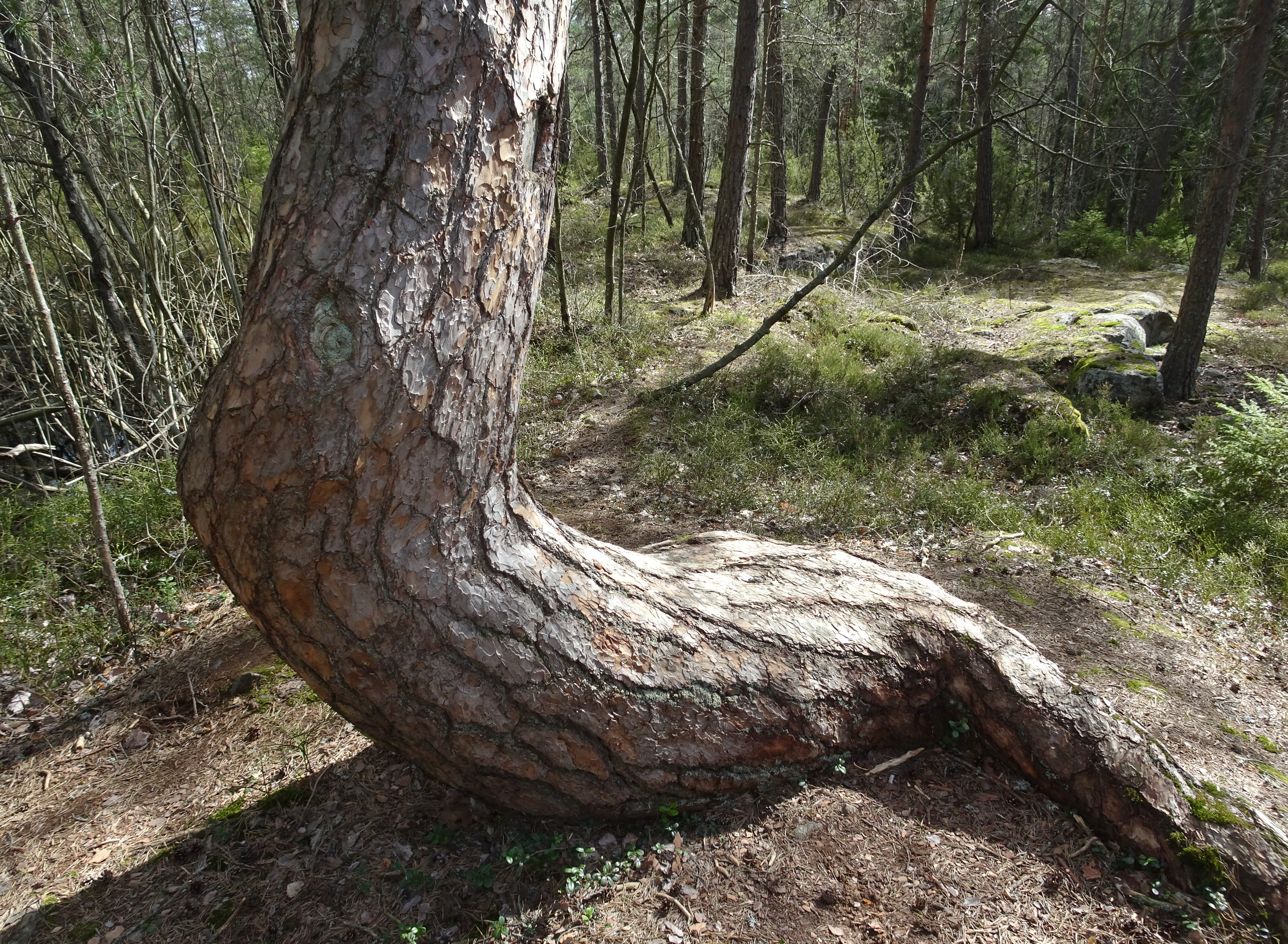
Vriden stam på en gammal tall.
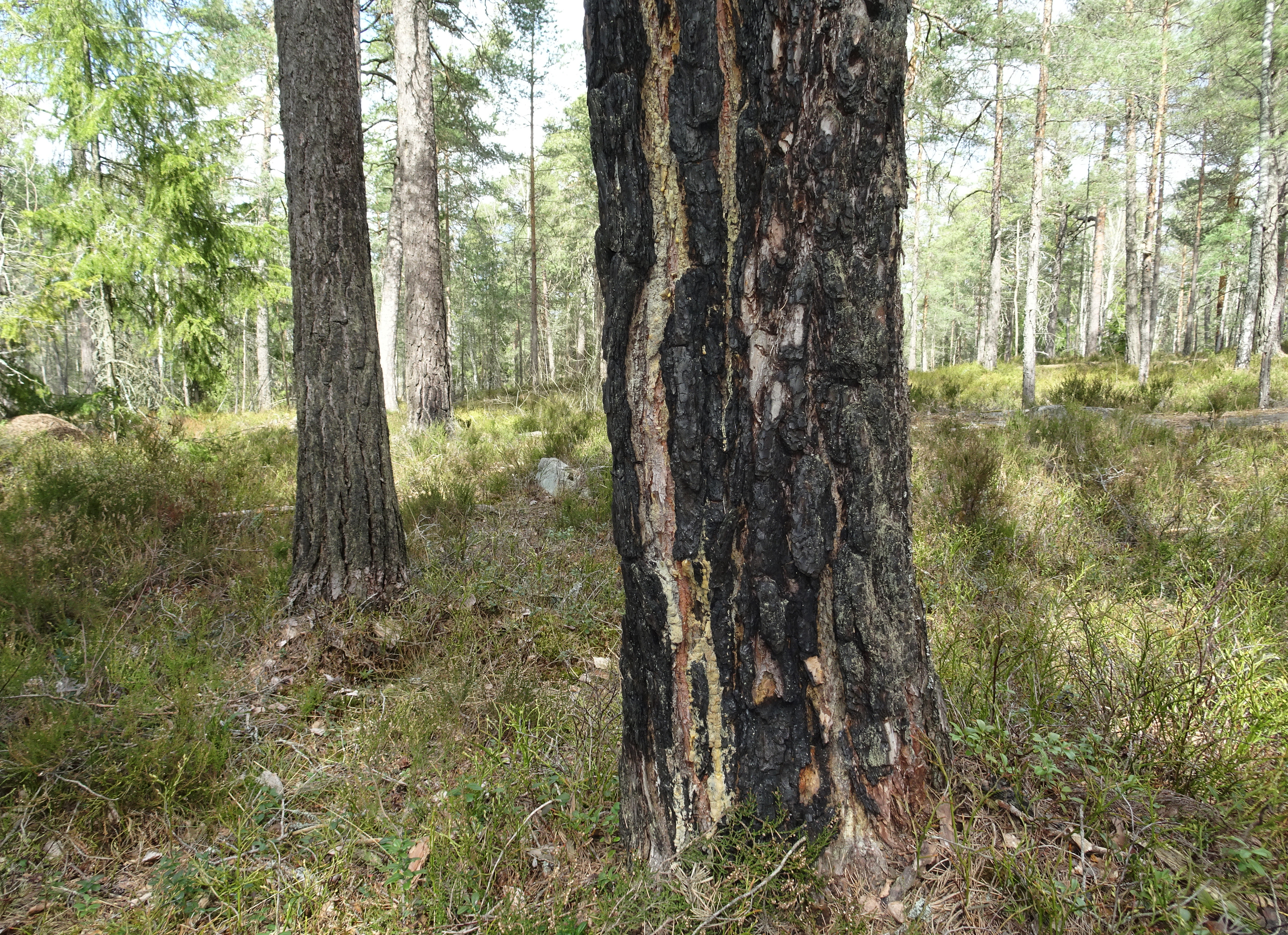
Brandskadad tall med brandljudbildning.
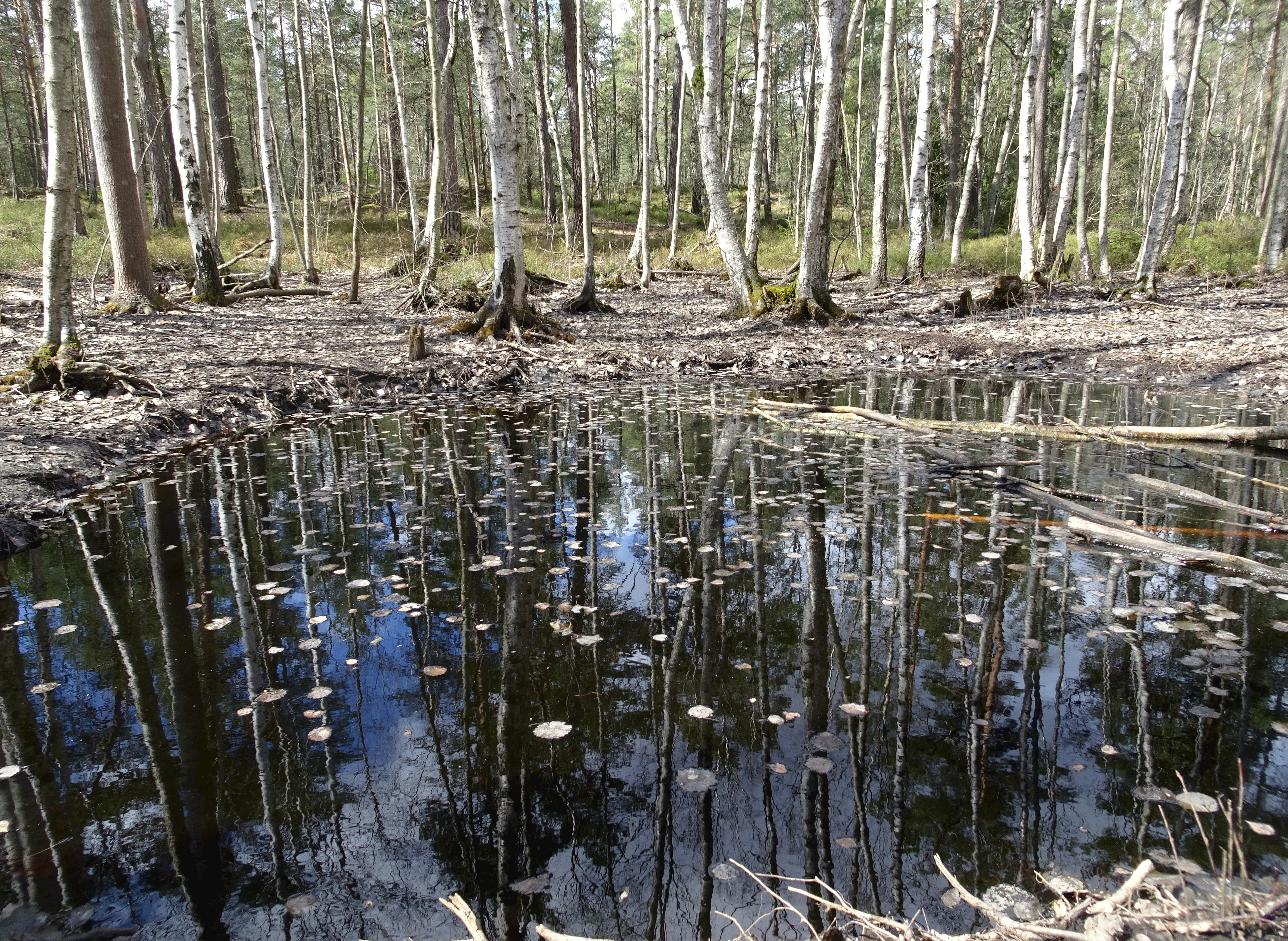
Groddamm.
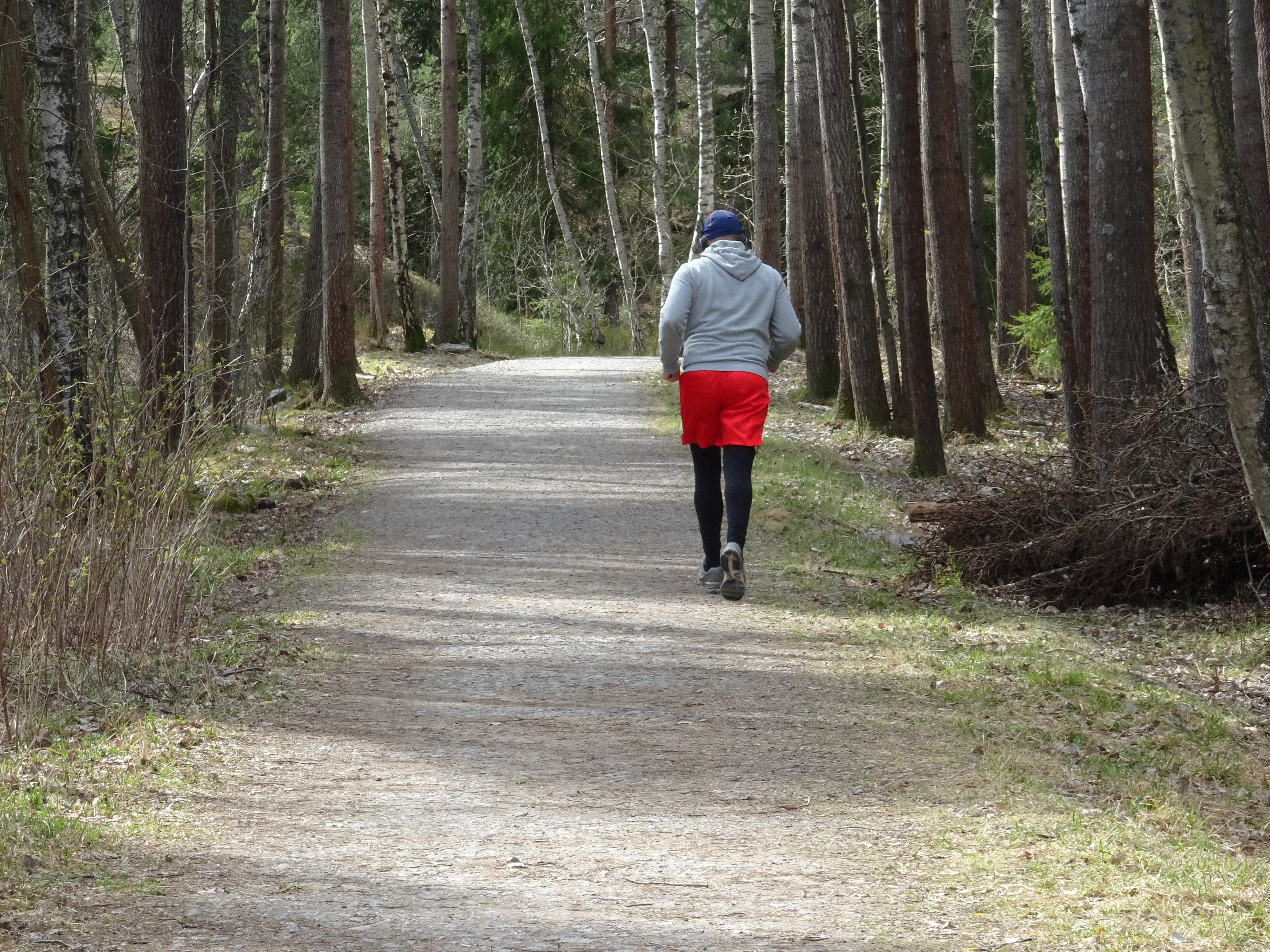
Lokalgatan västerut.

Södra delen
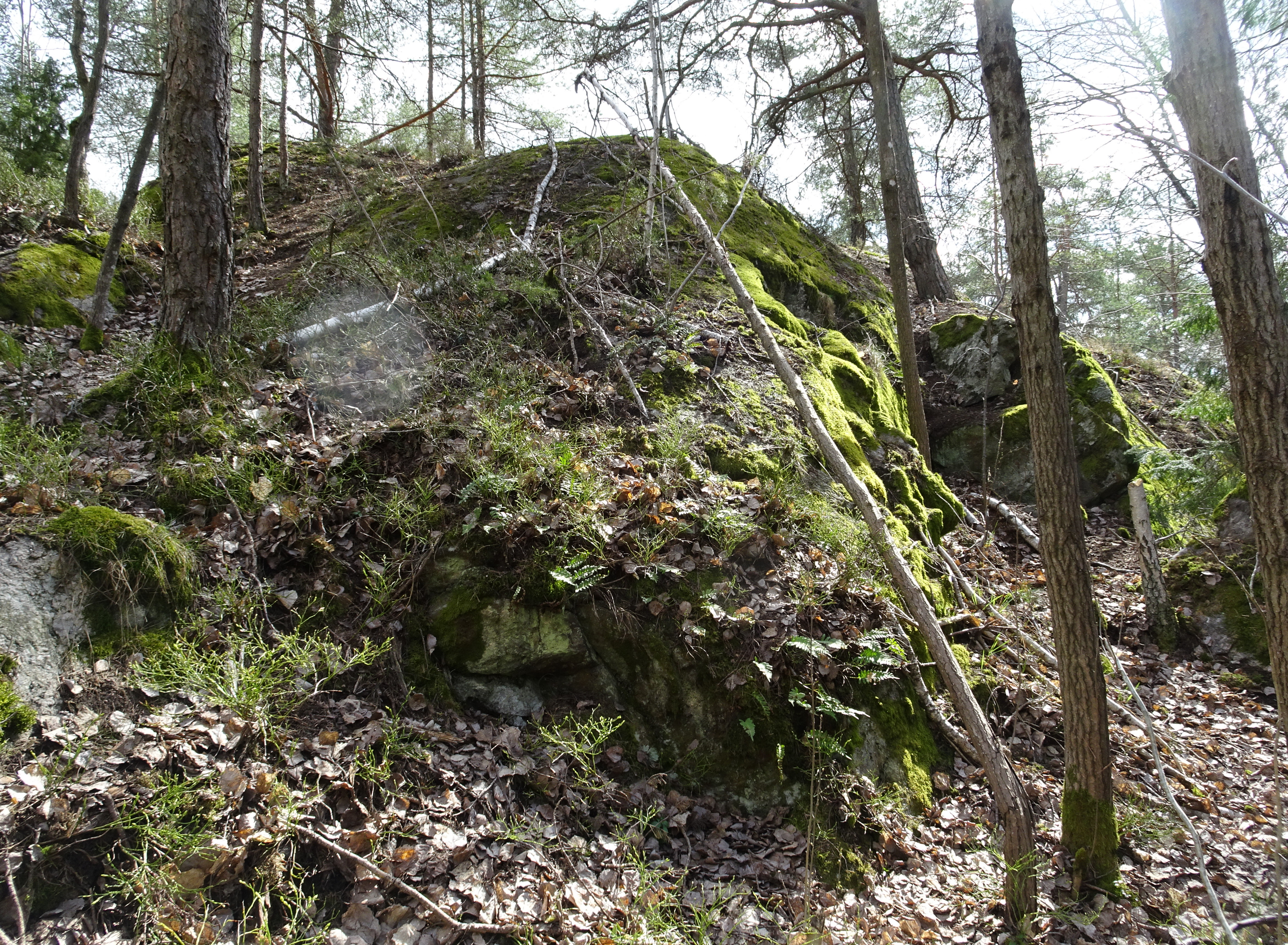
Trolska skogsmiljöer.
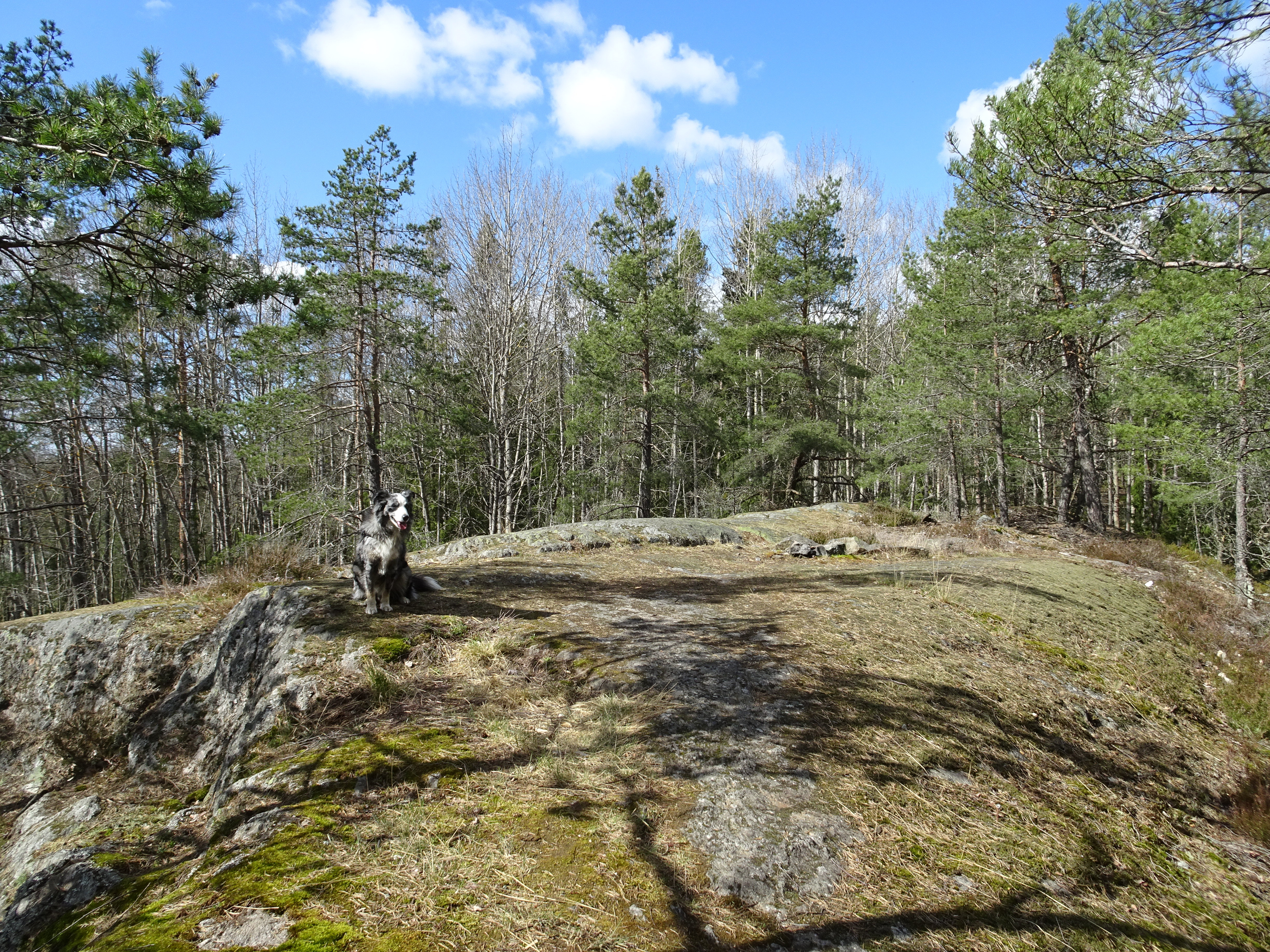
Hällmarkstallskogen.
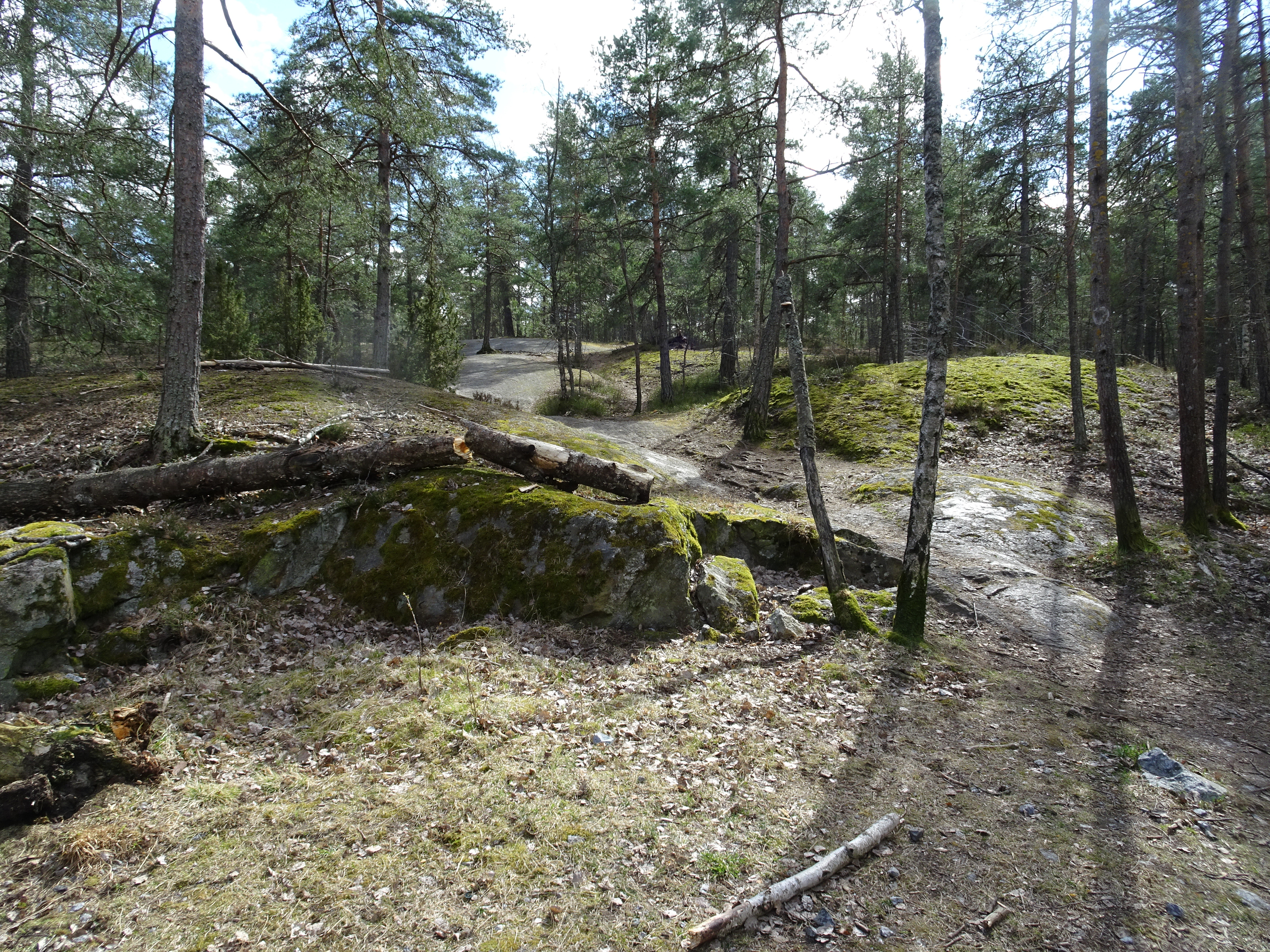
Skogsstig i södra delen.
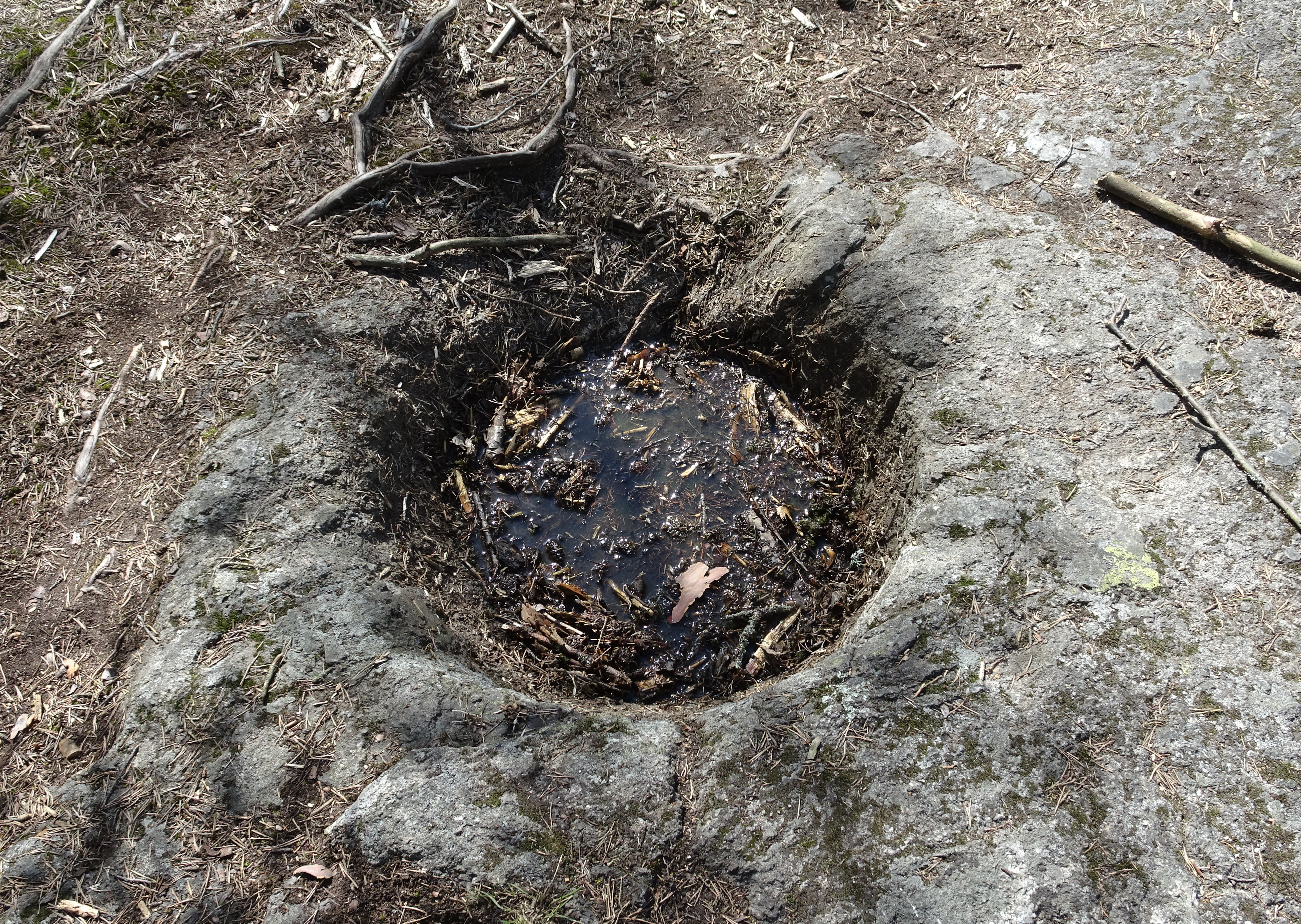
Jättegrytan.

## Andra stadsnära skogar i Söderort
- Fagersjöskogen
- Hemskogen
- Solbergaskogen
- Svedmyraskogen
- Sätraskogen
- Årstaskogen
- Älvsjöskogen